# Gračac (Skradin)
Gračac falu Horvátországban Šibenik-Knin megyében. Közigazgatásilag Skradinhoz tartozik.

## Fekvése
Šibenik központjától légvonalban 12, közúton 20 km-re északra, községközpontjától 5 km-re északnyugatra, Dalmácia középső részén, az A1-es autópálya északi oldalán fekszik.

## Története
A török uralom a 17. század végén ért véget, mely után velencei uralom következett. 1686 és 1689 között Boszniából pravoszláv vlach lakosság települt be. A falu 1797-ben a Velencei Köztársaság megszűnésével a Habsburg Birodalom része lett. 1806-ban Napóleon csapatai foglalták el és 1813-ig francia uralom alatt állt. Napóleon bukása után ismét Habsburg uralom következett, mely az első világháború végéig tartott. A településnek 1857-ben 187, 1910-ben 358 lakosa volt. Az I. világháború után rövid ideig az Olasz Királyság, ezután a Szerb-Horvát-Szlovén Királyság, majd Jugoszlávia része lett. 1991-ben lakosságának 80 százaléka pravoszláv szerb, 15 százaléka katolikus horvát volt. A délszláv háború során elfoglalták a szerb felkelők és a Krajinai Szerb Köztársasághoz csatolták. 1995 augusztusában a „Vihar” hadművelet során foglalta vissza a horvát hadsereg. A településnek 2011-ben 179 lakosa volt.

## Lakosság
| Lakosság változása | Lakosság változása | Lakosság változása | Lakosság változása | Lakosság változása | Lakosság változása | Lakosság változása | Lakosság változása | Lakosság változása | Lakosság változása | Lakosság változása | Lakosság változása | Lakosság változása | Lakosság változása | Lakosság változása | Lakosság változása |
| ------------------ | ------------------ | ------------------ | ------------------ | ------------------ | ------------------ | ------------------ | ------------------ | ------------------ | ------------------ | ------------------ | ------------------ | ------------------ | ------------------ | ------------------ | ------------------ |
| 1857               | 1869               | 1880               | 1890               | 1900               | 1910               | 1921               | 1931               | 1948               | 1953               | 1961               | 1971               | 1981               | 1991               | 2001               | 2011               |
| 187                | 0                  | 243                | 291                | 318                | 358                | 450                | 435                | 532                | 563                | 598                | 572                | 496                | 464                | 166                | 179                |